# Pierre Nadot
Pour les articles homonymes, voir Nadot.
Pierre Nadot, né le 3 juillet 1907 à Paris 12e arrondissement et mort le 15 février 1991 à Montauban (Tarn-et-Garonne) est un aviateur français, pilote d'essai.

## Biographie
- Ingénieur. Pilote d'essais.
- Commandeur de la Légion d'honneur.
- Capitaine de corvette honoraire.
- Médaille de l'aéronautique.
- Etudes au lycée de Rambouillet.
- Ingénieur de l'Ecole nationale supérieure des arts et métiers.

Se consacrant dès 1927 à l'aviation comme pilote de l'aéronavale, Pierre Nadot devient alors pilote d'essais et chef pilote des ateliers et chantiers de la Loire, de la Société Loire-Nieuport, ainsi que de la Société nationale de constructions aéronautique de l'Ouest.
De 1941 à 1964, il devient chef pilote d'essais et directeur des essais en vol à la Société nationale de construction aéronautique du Sud-Est (devenue Sud-Aviation). Il a conduit et exécuté de nombreux essais en vol d'appareils prototypes, tels que "L'Armagnac", "Le Grognard", "La Caravelle". Le 30 juin 1950, c'est lui et son comparse Léopold Galy qui assuraient l'essai de l'« Armagnac » SE2010-01 avec l’immatriculation F-WAVA au cours duquel l'appareil a fait une sortie de piste provoquant la mort de trois personnes: un ouvrier et les membres d'équipage Clerc et Leroy.
Il est, en outre, lauréat de l'Académie des sciences (Prix du centenaire du Crédit Lyonnais) attribué à l'équipe qui a étudié, construit et mis au point la Caravelle, avion qui réalisait sa première sortie le 27 mai 1955 à 19h15 pour une durée de 22minutes. L'équipage était composé de Pierre NADOT, Commandant de bord; André MOYNET, copilote; Roger BETEILLE, ingénieur naviguant et de Jean AVRIL, mécanicien naviguant.
Depuis 1964 et jusqu'en 1969 Pierre NADOT a occupé le poste de directeur technique de la Société des automobiles SIMCA.
Pierre NADOT sera fait Chevalier de la Légion d'honneur le 13 octobre 1942, puis Officier de la Légion d'honneur le 22 août 1951 et enfin Commandeur de la Légion d'honneur le 28 août 1957.
Il recevra également la Médaille de l'Aéronautique par décret du 19 septembre 1949 au titre du Secrétariat d'Etat aux Forces Armées "Air".

## Distinctions
- Commandeur de la Légion d'honneur
- Médaille de l'Aéronautique [1].